# Cefadroxilo
El cefadroxilo es un antibiótico de la familia de las cefalosporinas, comercializado en España bajo el nombre comercial de Duracef®, Cefadroxilo Clariana®, Cefadroxilo Sabater®.
Su fórmula molecular es: C16H17N3O5S y su masa molecular es de 363,39 Da. De amplio espectro, es activo frente a infecciones por bacterias gram negativas y gram positivas. Es antibiótico bactericida.

## Descripción
Cefadroxilo es un fármaco antibacteriano del grupo de las cefalosporinas de primera generación, derivado parahidroxi de la cefalexina, con las mismas indicaciones terapéuticas en el tratamiento de infecciones susceptibles.
Se utiliza para tratar infecciones causadas por bacterias sensibles a este medicamento:
Actinomicosis, erisipela, faringitis, amigdalitis, otitis media, quemaduras, infecciones genitourinarias, urinarias, abdominales, del hígado, de la piel, de los tejidos blandos y de los huesos.

## Farmacocinética
La absorción oral es casi completa en el tubo digestivo. Después de una dosis de 500 mg y 1 g por boca, se alcanza una concentración pico plasmática de entre 16 y 30 μg/mL, respectivamente, 1,5 a 2 h después de la toma. Aunque la concentración pico es igual a la de cefalexina, las concentraciones plasmáticas se mantienen durante más tiempo. La absorción no es interferida por la comida. Alrededor del 20% del fármaco se une a proteínas plasmáticas. La vida media es de 1,5 h, aunque se prolonga con disfunción renal. Se distribuye ampliamente por los tejidos y fluidos corporales. Cruza la placenta y aparece en leche materna.
Más del 90% de la dosis de Cefadroxilo es excretado sin metabolizar por orina en 24 horas mediante filtración glomerular y secreción tubular; se han comunicado concentraciones urinarias pico de 1,8 mg/mL tras una dosis de 500 mg. Cefadroxilo es eliminado por hemodiálisis.

## Contraindicaciones
Alergia a los componentes de la fórmula, Cefalosporinas, Penicilinas y/o cualquiera de sus derivados.
En caso de alergia a las Cefalosporinas y penicilinas es muy peligroso y representa un riesgo de Anafilaxia (reacción alérgica severa y posiblemente mortal).

## Dosis
Se administra por vía oral y las dosis se expresan en términos de medicamento anhidro (que no contiene agua); 1,04 g de cefadroxilo monohidrato es equivalente a 1 g de cefadroxilo anhidro. La dosis habitual en el adulto es de 1 a 2 g diarios en dosis única o dos dosis. En niños menores de 40 kg: 500 mg dos veces al día por encima de los 6 años, 250 mg dos veces al día entre 1 y 6 años y 25 mg/kg día en dosis divididas por debajo del año de edad.

## Uso dental
Usado como profilaxis antibiótica antes de procedimientos dentales.

## Uso veterinario
Puede ser usado para tratar heridas infectadas o animales. Habitualmente en polvo mezclado con agua, de un color y olor similar a Tang. Administrado por vía oral a animales, la cantidad depende del peso y severidad de la infección.El cefadroxilo se prescribe contra infecciones bacterianas en la garganta, la piel y las vías urinarias, entre otros usos.
Entre los efectos secundarios relacionados con la administración de este medicamento se incluyen diarrea, vómitos, retrasa la llegada del periodo, malestar estomacal y sarpullido (erupciones cutáneas) leve.